# Turzyca prosowata
Turzyca prosowata (Carex panicea L.) – gatunek rośliny z rodziny ciborowatych. Występuje w Europie, a poza nią na Grenlandii, w Maroku i zachodniej Azji. Jako gatunek introdukowany także w północno-wschodniej części kontynentalnej Ameryki Północnej. W Polsce jest rozpowszechniony zarówno na niżu, jak i w górach.

## Morfologia

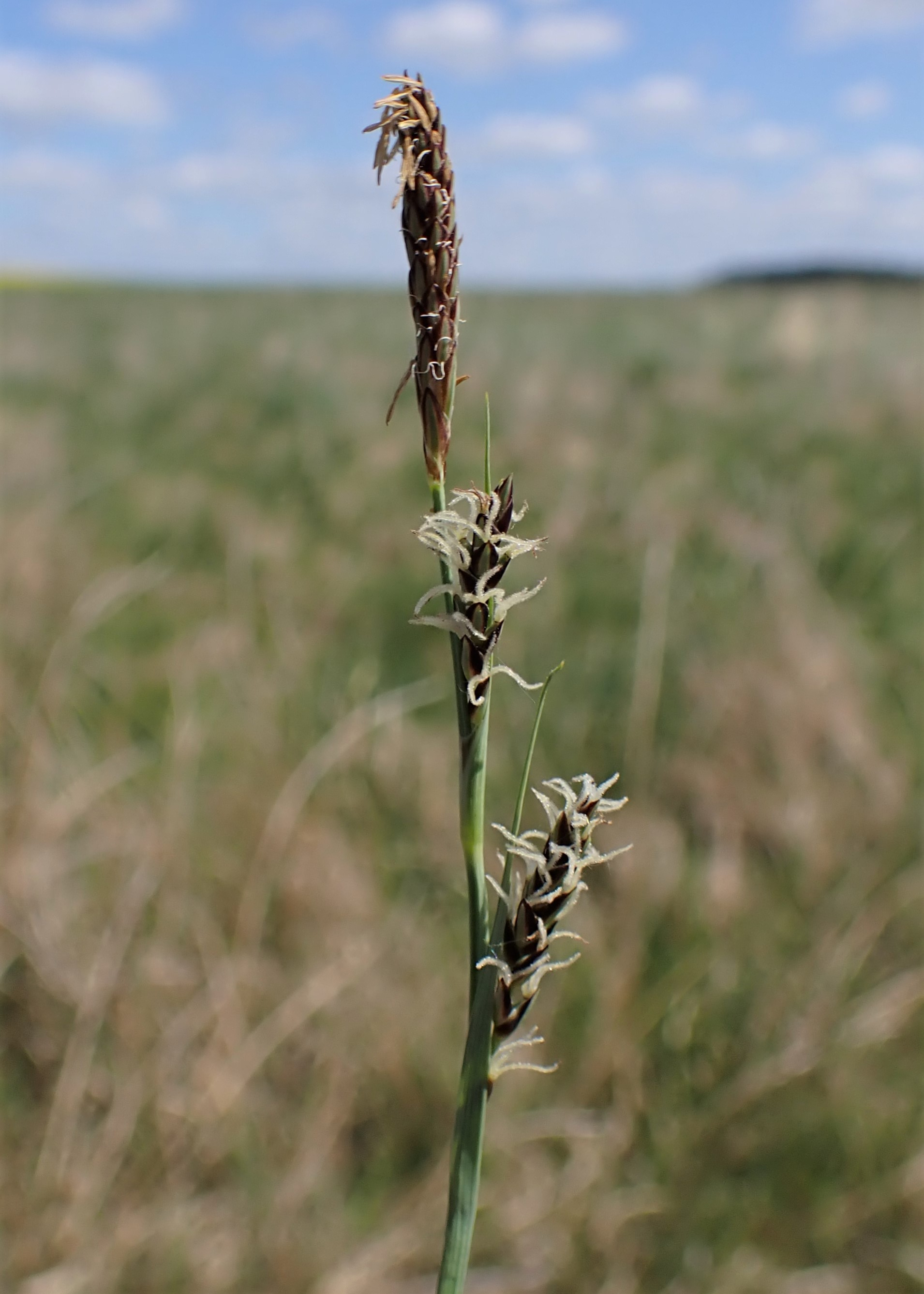
Kłoski z kwiatami

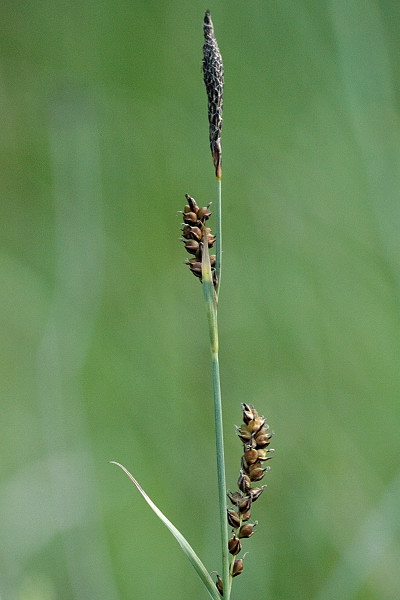
Kłoski z owocami

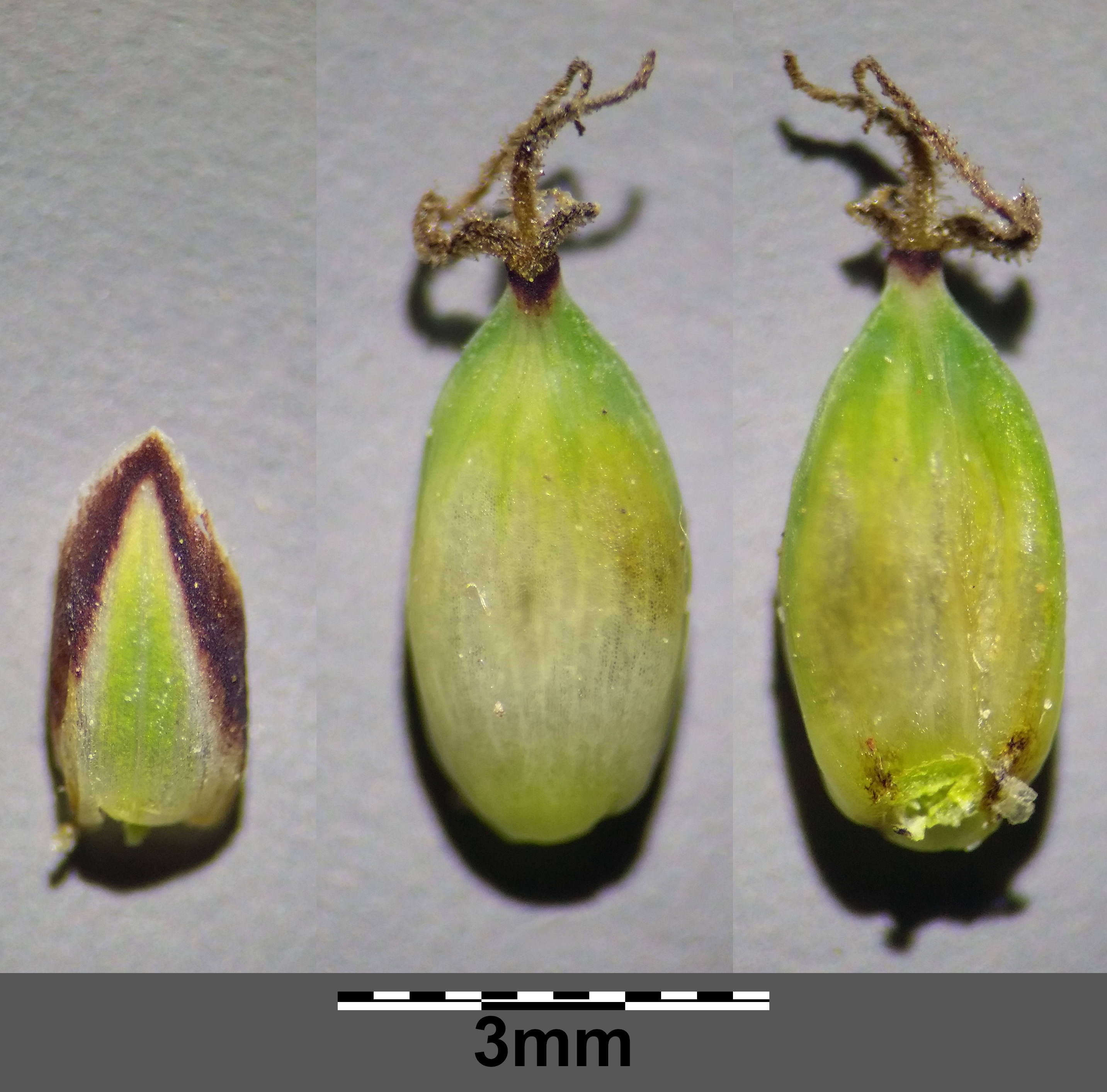
Przysadka i owoc

ŁodygaProsto wzniesiona, gładka, o wysokości (wraz z kwiatostanem) 15–40 cm. Roślina wytwarza długie rozłogi.
LiścieSinozielone, długo zaostrzone, nagie, o szerokości 1–4 mm i żółtobrunatnych pochwach.
KwiatyZebrane w rozdzielnopłciowe kłosy. Na szczycie łodygi występuje pojedynczy, prosto wzniesiony i maczugowaty kłos męski. Prosto wzniesione i licznokwiatowe kłosy żeńskie w liczbie 1–2 wyrastają niżej z pochwy liściowej, u nasady kłos jest luźnokwiatowy. Posadki kłosów żeńskich są długopochwiaste z blaszką liściową krótszą od kwiatostanu. Przysadki kwiatów są lśniące, czerwonoczarne z zielonym nerwem i białym obrzeżeniem. Kulistojajowate pęcherzyki są nieowłosione, dłuższe od przysadek, mają krótki i niewyraźny, czarniawy dzióbek, szarozielony kolor i nie posiadają nerwów. Słupki z trzema znamionami.

## Biologia i ekologia
Bylina, geofit, hemikryptofit. Kwitnie do kwietnia do maja. Jest wiatropylna, nasiona rozsiewane są przez wiatr i wodę. Występuje na łąkach, bagnach, niskich torfowiskach. Liczba chromosomów 2n= 32.

## Zmienność
Tworzy mieszańce z t. Hosta (Carex hostiana), t. luźnokwiatową (Carex vaginata), t. sina (Carex flacca).